# Beautiful X
『Beautiful X』（ビューティフル エックス）は、X21の2作目のアルバム。2017年3月15日にエイベックス・ミュージック・クリエイティヴ（avex trax）より発売された。

## 背景とリリース
前作『少女X』以来2年ぶり、通算2作目のアルバム。本作の発売は2017年2月14日にオフィシャルサイトを通じて発表された。収録内容は「YOU-kIのパレード」以後にリリースされたシングル曲に加え、2016年から加入した新メンバーによる「絶対ヒロイン」やフルメンバー21人による「笑顔のプロローグ」、さらに選抜メンバーの自己紹介曲「Who is X!?」のフルメンバー・ロングバージョンなどで構成されている。
なお、アルバムは4形態で発売され、バーチャルリアリティ映像コンテンツを収録したVR盤、2015年9月に開催されたワンマンライブの映像などを収録したCD+Blu-ray盤、ボーナストラック収録のCD only盤、DVD-ROMや48ページのフォトブックが付属する豪華盤からなる。

## 収録トラック

### CD
1. Beautiful X [5:06]
作詞：Mio Aoyama / 作曲：渡辺徹・日比野裕史・桑谷実沙・大西克巳 / 編曲：BLUE×BiRDS21
  - テレビ朝日『オスカル!はなきんリサーチ』エンディングテーマ
2. マジカル☆キス [5:00]
作詞：Mio Aoyama / 作曲・編曲：日比野裕史
3. 絶対ヒロイン [4:31]
作詞：BOUNCEBACK / 作曲：ats- / 編曲：清水武仁
4. 夏だよ!! [4:42]
作詞：松井五郎 / 作曲：後藤次利 / 編曲：日比野裕史
5. カラフルしましょ [4:08]
作詞：松井五郎 / 作曲：後藤次利 / 編曲：清水武仁
6. どこまでアリ? どこからナシ? [4:53]
作詞：松井五郎 / 作曲：後藤次利 / 編曲：ats-
7. every time, every where [4:58]
作詞：kenko-p / 作曲：木下智哉
8. 約束の丘 [4:24]
作詞・作曲・編曲：小室哲哉
9. 鏡の中のパラレルガール [4:47]	
作詞：Mio Aoyama・森月キャス・leonn・BOUNCEBACK・X21 / 作曲：日比野裕史・桑谷実沙・渡辺徹・大西克巳 / 編曲：BLUE×BiRDS21
10. YOU-kIのパレード [4:34]
作詞：森雪之丞 / 作曲：桑谷実沙 / 編曲：ats-
11. Who is X!?（Long Version） [6:39]
作詞：Mio Aoyama / 作曲：桑谷実沙 / 編曲：清水武仁
12. 笑顔のプロローグ [4:27]
作詞：Mio Aoyama / 作曲：日比野裕史 / 編曲：渡辺徹
13. YOU-kIのパレード DELUXE EDITION [4:33]

### VRコンテンツ ビュアー付
1. Beautiful X MUSIC VIDEO VR version
2. 吉本実憂 VR PR動画
3. 小澤奈々花 VR PR動画
4. 末永真唯 VR PR動画
5. 泉川実穂 VR PR動画
6. 長尾真実 VR PR動画
7. 籠谷さくら VR PR動画
8. 井頭愛海 VR PR動画
9. 山木コハル VR PR動画
10. 白鳥羽純 VR PR動画
11. 田中珠里 VR PR動画
12. 上水口萌乃香 VR PR動画
13. 松田莉奈 VR PR動画

### Blu-ray
1. Beautiful X（MUSIC VIDEO）
2. YOU-kIのパレード（MUSIC VIDEO）
3. マジカル☆キス（MUSIC VIDEO）
4. 約束の丘（MUSIC VIDEO）
5. 夏だよ!!（MUSIC VIDEO）
6. 鏡の中のパラレルガール（MUSIC VIDEO）
7. Beautiful X（MUSIC VIDEO オフショット）
8. 2015.9.26 2nd PREMIUM LIVE at Zepp DiverCity（TOKYO）
  - 少女X
  - エイエン×セツナ
  - 恋する夏!
  - Xギフト
  - ツラくないよ
  - マテリアルガール
  - あなたのとなり
  - 席替えウインク
  - 心配エブリディ
  - ワクワク☆WALKIN'
  - 明日への卒業
  - ハッピーアプリ
  - YOU-kIのパレード
  - Best Friend
  - チャイム鳴ったら…

## 選抜メンバー

### Beautiful X
- 泉川実穂、松田莉奈、吉本実憂、籠谷さくら、田中珠里、長尾真実、井頭愛海、白鳥羽純、上水口萌乃香、山木コハル、末永真唯、小澤奈々花